# 24945 Houziaux
24945 Houziaux este o planetă minoră (asteroid), cu un diametru de 2,253 km, din centura de asteroizi. A fost descoperită pe 7 iunie 1997 la Observatorul La Silla de Eric Walter Elst. 
Obiectul prezintă o orbită caracterizată de o semiaxă mare de 2,5425051 UAi, o excentricitate de 0,1, o înclinație de 3,76092 ° în raport cu ecliptica.